# Mojarra's
Mojarra's (Gerreidae) zijn een familie van straalvinnige vissen uit de orde van Baarsachtigen (Perciformes).

## Kenmerken
Deze vissen hebben enorm strekbare kaken. Als ze uit het water worden verwijderd, lijkt het alsof ze naar adem snakken. De lichaamslengte bedraagt 30 cm.

## Verspreiding en leefgebied
Deze schoolvissen leven in ondiepe wateren.

## Geslachten
- Diapterus Ranzani, 1842
- Eucinostomus Baird & Girard, 1855
- Eugerres Jordan & Evermann,
- Gerres Quoy & Gaimard, 1824
- Parequula Steindachner, 1879
- Pentaprion Bleeker, 1850
- Ulaema Jordan & Evermann, 1895